# 永濟寺
永濟寺是一座位於南京市和燕路與幕燕濱江路交匯處的寺廟。
始於1368年，久遠禪師依幕府山建觀音閣，1436年又建寺廟，得名弘濟寺。清乾隆年間，為避高宗諱更名「永濟寺」。乾隆皇以寺廟臨崖眺望長江，定名「永濟江流」，為「金陵四十八景」之一。太平天國時期毀於戰火，清末曾加以修葺，文化大革命又毀。
2010年南京市當局宣布重建寺廟，當中包括金剛殿、鐘鼓樓、天王殿、祖師殿、大佛殿、無量殿、八難殿、藏經殿、禪堂及僧院等。规規劃佔地面積約8.67萬平方米。